# Kenkichi Iwasawa
Kenkichi Iwasawa (em japonês:  岩澤 健吉 Iwasawa Kenkichi; Shinshuku, Kiryu, 11 de setembro de 1917 – Tóquio, 26 de outubro de 1998) foi um matemático japonês, conhecido por sua contribuições à teoria algébrica dos números.

## Biografia
Iwasawa nasceu em Shinshuku, cidade próxima a Kiryu, prefeitura de Gunma, onde frequentou a escola elementar, mudando-se depois para Tóquio, onde frequentou a Musashi Junior and Senior High School.
Iwasawa obteve a graduação em matemática de 1937 a 1940 na Universidade de Tóquio, onde seguiu a pós-graduação e tornou-se assistente no Departamento de Matemática, obtendo um doutorado em 1945. Neste mesmo ano adoeceu com pleurisia, podendo retornar a seu posto na universidade apenas em abril de 1947. De 1949 a 1955 foi professsor assistente na Universidade de Tóquio.
Em 1950 (e 1970 em Nice) foi palestrante convidado do Congresso Internacional de Matemáticos em Cambridge, Massachusetts, com um trabalho sobre seu método para o estudo das funções zeta de Dedekind usando integração sobre grupos adélicos (A note on L functions); este método foi também obtido independentemente por John Tate. Iwasawa passou os próximos dois anos no Instituto de Estudos Avançados de Princeton, e na primavera de 1952 foi convidado para trabalhar no Instituto de Tecnologia de Massachusetts, onde permaneceu até 1967. De 1967 até aposentar-se em 1986 foi professor de matemática da Universidade de Princeton. Retornou para com sua mulher em 1987.
Iwasawa é possivelmente mais conhecido por introduzir o que é atualmente chamado teoria de Iwasawa, desenvolvida de pesquisas sobre campos ciclotômicos do final da década de 1950. Antes disto trabalhou com grupos de Lie e álgebras de Lie, introduzindo a decomposição de Iwasawa.

## Livros
- Lectures on p-adic L-functions / by Kenkichi Iwasawa (1972)
- Local class field theory / Kenkichi Iwasawa (1986) ISBN 0-19-504030-9
- Algebraic functions / Kenkichi Iwasawa ; translated by Goro Kato (1993) ISBN 0-8218-4595-0
- Iwasawa, Kenkichi (2001),  Satake, Ichiro; Fujisaki, Genjiro; Kato, Kazuya; Kurihara, Masato; Nakajima, Shoichi; Coates, John, eds., Collected papers. Vol. I, II, ISBN 978-4-431-70314-3, Berlin, New York: Springer-Verlag, MR 1851503